# 坂梨公俊
坂梨 公俊（さかなし ひろとし、1984年1月13日 - ）は、テレビ西日本のアナウンサー。宮崎県出身。

## 人物・経歴
慶應義塾大学卒業後入社。TNCでは、部長・田久保尚英らとともに数少ない九州出身のアナウンサーである。
同期の江坂透が入社後暫く報道を経験しているのに対し、最初からスポーツ部兼属で活動。このため、川﨑聡や大谷真宏の下で働くことも多く、特に大谷とは共演機会も多かった。
2018年3月には、2017年に実況を担当した「ホークス1ダホー!LIVE2017 プロ野球中継 ソフトバンク 対 西武」でFNSアナウンス大賞を受賞した。
2024年10月29日には、日本シリーズ第3戦 ソフトバンク対DeNA戦の実況を担当。テレビ西日本のアナウンサーが日本シリーズの実況を担当したのは、2017年の第2戦で大谷真宏が担当して以来7年ぶりとなる。
歌手グループ・TiaraGirl出身で、宮崎サンシャインレディとして活動した坂梨亜里咲は実妹。

## 担当中の番組
- FNN Live News days、Live News イット!（いずれも土曜・日曜担当）
- TNCニュース（主に平日昼、深夜を担当）
- ももち浜ストア（金曜日MC・2024年4月5日-）
- 一部スポーツ実況（アナウンス部所属の形で）
  - プロレス新伝説 DRAGONGATE（予告・大会告知CMナレーションも担う）
報道部所属期間中の数少ないレギュラースポーツ実況担当。
  - KEIBA BEAT-2013年冬開催～2015年冬開催、2017年夏開催～2020年夏開催はMC担当。
  - スカパー!Jリーグ中継アビスパ福岡ホームゲーム（関連会社・VSQ製作）
2013年3月より担当[4]。それまではフリーアナウンサーの南鉄平がほぼ全試合担当していたが、南と交互に担当することになる。かつては福岡ダービーにおいて、南が出演できないためアウェー側の担当アナウンサーである石田一洋（当時RKB毎日放送アナウンサー（現在は関西テレビアナウンサー））が実況したことがある。
  - HAWKS BASEBALL LIVE

### 主な実況歴
- 小倉大賞典（2021年 ‐ ）
- CBC賞（2021年 ‐ 2022年）
- 中京記念（2021年）
- 小倉記念（2014年、2021年）
- テレビ西日本賞北九州記念（2014年、2021年 ‐ ）
- 小倉2歳ステークス（2014年、2022年 ‐ 2023年）

## 過去の担当番組
- FNNスーパーニュース ハチナビ - ニュースナレーション、「福岡県防犯ニュース」等担当
- 土曜NEWSファイル CUBE - 江坂とスポーツコーナーを交替で担当
- グルニエ★少年少女 - 公式サイトでは紹介が無いため、主にナレーションの担当
- TNCスーパーニュースFNN ハチナビプラス（2010年3月29日-2012年3月30日）
- TNCスーパーニュース（スポーツコーナー等を担当・2012年4月2日-2015年3月27日）
- DO!すぽ
2013年度からMC。
- ももち浜ストア／夕方版
  - TNC 5時のニュース／TNC 6時のニュース メインキャスター[5]（2015年3月30日 - 2016年4月1日）
  - 過去には不定期で「新人アナにおまかせ!」を担当していた。
- FNNスーパーニュースWEEKEND-ローカルパート
- FNNスピーク - ローカルパート
2010年度まではローテーション制。2011年度、2016-17年度は不定期。
- FNNプライムニュース デイズ（2018年度）
- プライムニュース イブニング（2018年度）
- ももち浜S特報ライブ（ナレーション、山口喜久一郎 休暇時の代理）
- 報道ワイド 記者のチカラ（ナレーション）